# Championnat d'Albanie de football 1937
Navigation
Championnat d'Albanie 1936 Championnat d'Albanie 1945
Le Championnat d'Albanie de football de Kategoria Superiore 1937 est la 7e édition de ce championnat.

## Classement
| Rang | Équipe              | Pts | J  | G  | N | P  | Bp | Bc | Diff |
| ---- | ------------------- | --- | -- | -- | - | -- | -- | -- | ---- |
| 1    | SK Tirana           | 35  | 18 | 17 | 1 | 0  | 74 | 8  | +66  |
| 2    | Vllaznia Shkodër    | 29  | 18 | 10 | 2 | 6  | 49 | 20 | +29  |
| 3    | Besa Kavajë         | 22  | 18 | 10 | 2 | 6  | 49 | 20 | +29  |
| 4    | Skënderbeu Korçë    | 18  | 18 | 8  | 2 | 8  | 22 | 31 | -9   |
| 5    | Bashkimi Elbasanas  | 17  | 18 | 7  | 3 | 8  | 28 | 28 | 0    |
| 6    | Bardhyli Lezhë      | 15  | 18 | 6  | 3 | 9  | 22 | 42 | -20  |
| 7    | Dragoj Pogradec     | 13  | 18 | 4  | 5 | 9  | 18 | 36 | -18  |
| 8    | Durrësi             | 11  | 18 | 4  | 3 | 11 | 13 | 35 | -22  |
| 9    | Ismail Qemali Vlorë | 10  | 18 | 3  | 4 | 11 | 10 | 43 | -33  |
| 10   | Tomori Berat        | 10  | 18 | 3  | 4 | 11 | 17 | 50 | -33  |

|  | Champion   |
|  | Relégation |

## Barrage pour le maintien
|  | Ismail Qemali Vlorë | 2-1 | Tomori Berat |  |  |
|  |                     |     |              |  |  |

## Bilan de la saison
| Tableau d'Honneur                 |           |
| Compétition                       | Vainqueur |
| Championnat d'Albanie de football | SK Tirana |

| Promotions et relégations     |              |
| Relégués en First Division    | Tomori Berat |
| Promus en Kategoria Superiore | aucun        |